# Baryczka (herb szlachecki)
Baryczka – polski herb szlachecki.

## Opis herbu
W polu błękitnym dwa krzyże kawalerskie złote połączone dłuższymi ramionami. Górny krzyż podparty takąż krokwią. Klejnot: Trzy pióra strusie.

## Historia herbu
Herb rodziny węgierskiej Baryczka, nobilitowanej podobno przez Kazimierza Wielkiego.

## Herbowni
Barcicki, Baryczka, Berkniewicz, Bortkowski, Bryczko, Gierdwoyń.